# CYC1
CYC1‏ (Cytochrome c1) هوَ بروتين يُشَفر بواسطة جين CYC1 في الإنسان.